# Ediszán

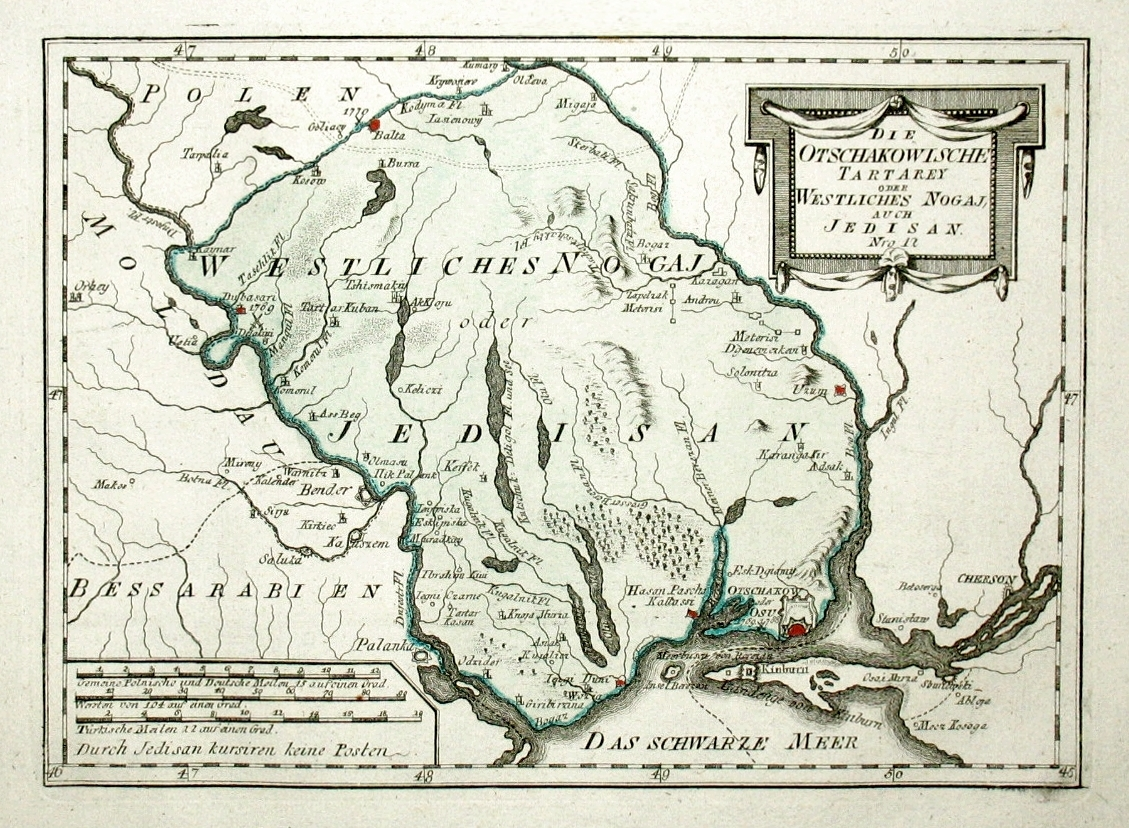
Ediszán térképe 1790-ből

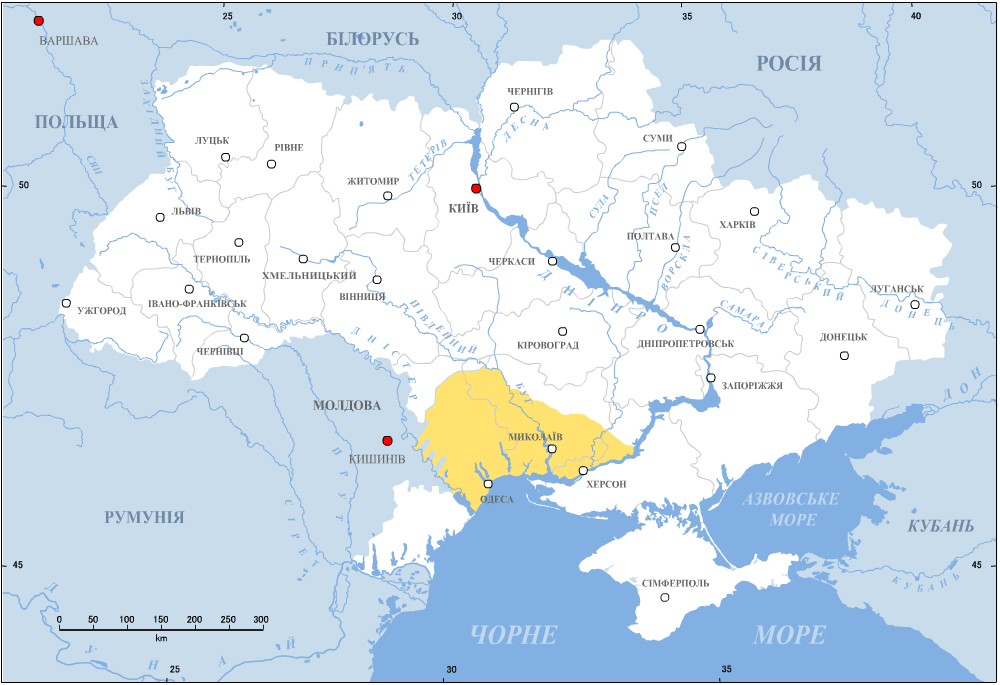
Ediszán a mai Ukrajnában

Ediszán/Jediszán (törökül Yedisan, ukránul: Єдісан) történelmi régió Ukrajna délnyugati részén és a Moldovai Köztársaság keleti részén.
A régió a Fekete-tengertől északra található a Dnyeszter és a Dnyeper folyó közt. Nyugatról a Budzsák és Besszarábia határolja, északról Podólia és Zaporozsija, míg keletről Taurida.

## Történelme
A területet úzok, besenyők majd kunok lakták, akiket az Aranyhorda nagy tatárjárása elsöpört. Ezután nogaji tatárok telepedtek le, akik az Oszmán török birodalom kötelékeibe tartoztak, akik viszont állandó összetűzésekbe keveredtek az oroszok által támogatott Zaporizzsja-i kozákokkal. A 18. század végi orosz-török háborúk során a török porta egyre nagyobb területeket veszített belőle, míg aztán az 1792-es Jászvásári békében az egészet el nem veszítette. Így az orosz–török határ a Dnyeszterre került, az újonnan bekebelezett terület Új Oroszország vagy Novo Rosszija néven és részeként került be a köztudatba. A nogajiakat az oroszok teljesen kitelepítették Ázsiába, helyette oroszok, ukránok, moldávok, vlachok és jelentős német lakosság volt betelepítve.

## Főbb városai

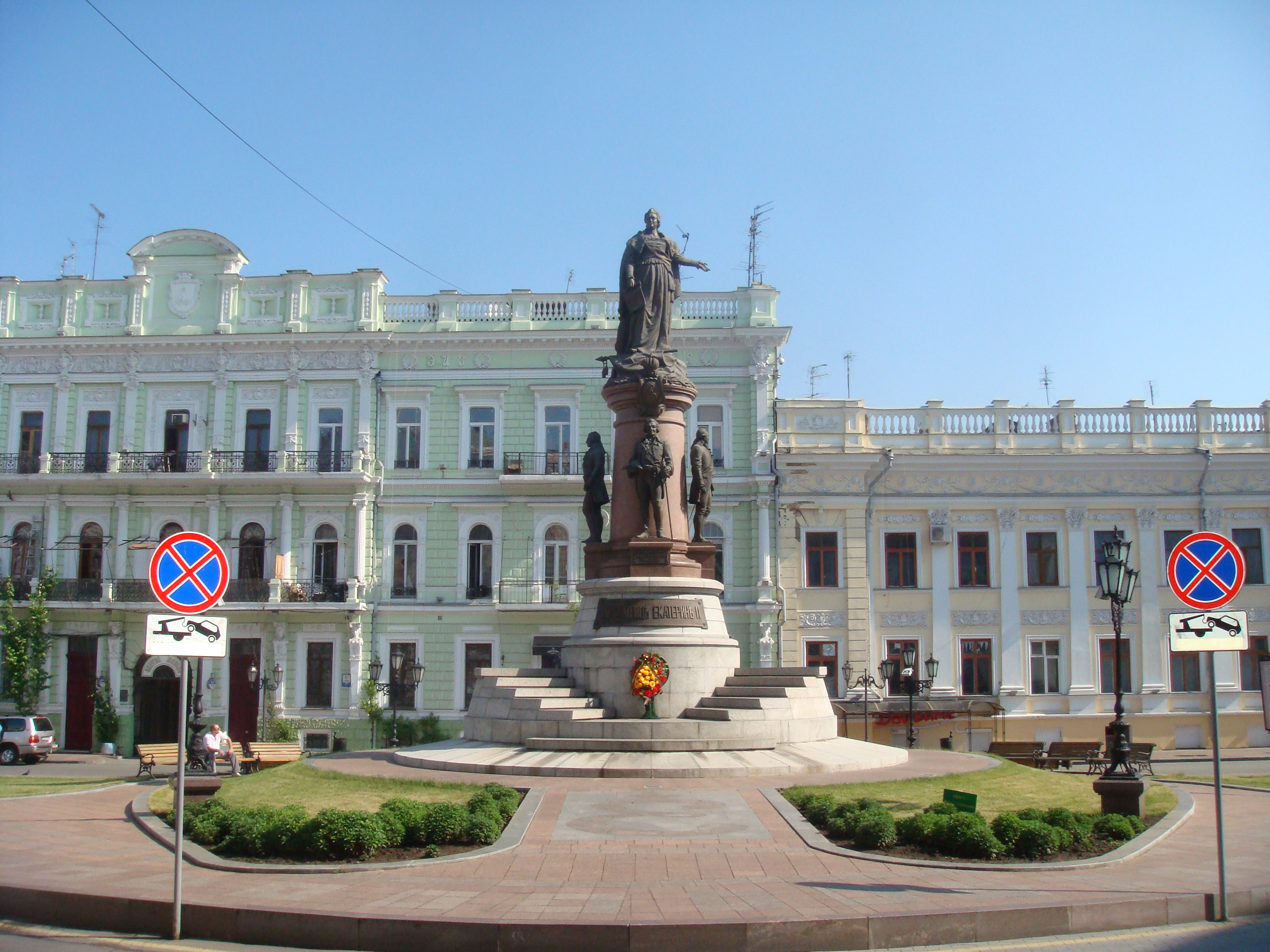
Odessza

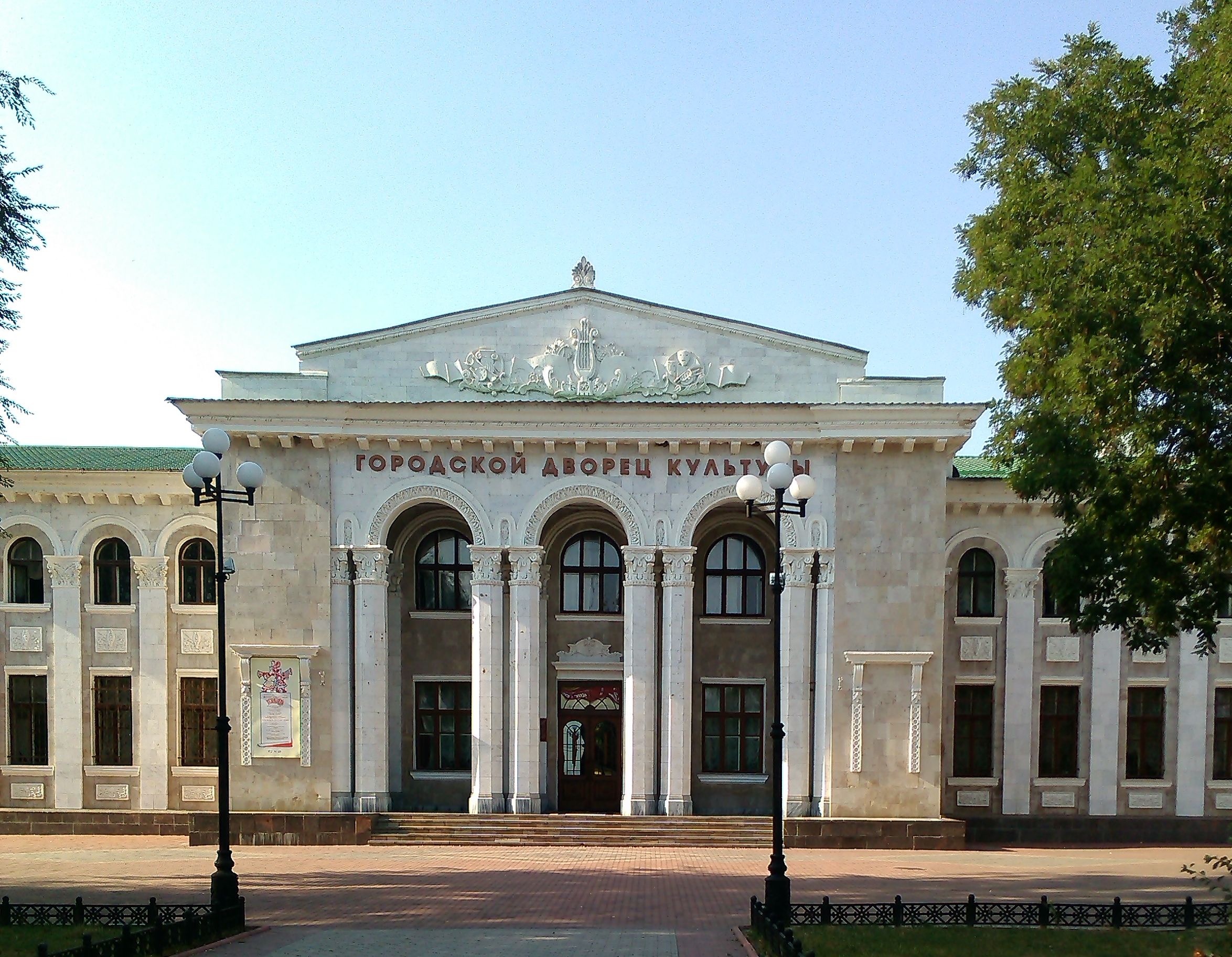
Tiraspol

Legfőbb városa az 1 milliót meghaladó Odessza/Ogyessza, a kb. félmilliós Mikolajev, ezenkívül Herszon és Tiraszpol lakossága haladja meg a 100 ezret.

## Fordítás
Ez a szócikk részben vagy egészben  az   Edisan című román Wikipédia-szócikk ezen változatának fordításán alapul.  Az eredeti cikk szerkesztőit annak laptörténete sorolja fel. Ez a jelzés csupán a megfogalmazás eredetét és a szerzői jogokat jelzi, nem szolgál a cikkben szereplő információk forrásmegjelöléseként.